# 이종필 (1947년)
이종필(李宗弼, 1947년 4월 24일 ~, 경기도 양평군)은 대한민국의 제5·6·7·8·9대 서울특별시의원이다.

## 학력
- 양평청운중학교 졸업

## 경력
- 서울특별시 자원봉사센터 이사
- 한나라당 중앙위원
- 삼원빌라트 대표
- 서울특별시 체육회 부회장
- 용산도서관 운영위원장
- 2000.10 ~ 2002.06 제5대 서울특별시의회 의원
- 2001.04 ~ 2001.09 제5대 서울특별시의회 후반기 지방자치발전특별위원회 간사
- 2000.10 ~ 2002.06 제5대 서울특별시의회 후반기 행정자치위원회 위원
- 2002.07 ~ 2006.06 제6대 서울특별시의회 의원
- 2002.08 ~ 2003.02 제6대 서울특별시의회 전반기 예산결산특별위원회 위원
- 2003.03 ~ 2003.09 제6대 서울특별시의회 전반기 예산결산특별위원회 위원
- 2002.07 ~ 2004.07 제6대 서울특별시의회 전반기 행정자치위원회 위원장
- 2003.10 ~ 2004.10 제6대 서울특별시의회 후반기 예산결산특별위원회 위원
- 2004.05 ~ 2004.10 제6대 서울특별시의회 후반기 장묘문화개선특별위원회 위원
- 2004.07 ~ 2006.06 제6대 서울특별시의회 전반기 행정자치위원회 위원장
- 2006.07 ~ 2010.06 제7대 서울특별시의회 의원
- 2006.07 ~ 2008.07 제7대 서울특별시의회 전반기 부의장
- 2006.07 ~ 2008.07 제7대 서울특별시의회 전반기 행정자치위원회 위원
- 2008.10 ~ 2009.10 제7대 서울특별시의회 후반기 예산결산특별위원회 위원
- 2009.10 ~ 2010.06 제7대 서울특별시의회 후반기 예산결산특별위원회 위원
- 2008.07 ~ 2010.06 제7대 서울특별시의회 후반기 행정자치위원회 위원
- 2010.07 ~ 2014.06 제8대 서울특별시의회 의원
- 2010.07 ~ 2012.07 제8대 서울특별시의회 전반기 행정자치위원회 위원
- 2011.11 ~ 2012.10 제8대 서울특별시의회 전반기 예산결산특별위원회 위원
- 2012.07 ~ 2012.10 제8대 서울특별시의회 후반기 운영위원회 위원
- 2012.07 ~ 2014.06 제8대 서울특별시의회 후반기 새누리당 대표의원
- 2012.07 ~ 2014.06 제8대 서울특별시의회 후반기 도시안전위원회 위원
- 2014.07 ~ 2018.06 제9대 서울특별시의회 의원
- 2014.07 ~ 2016.07 제9대 서울특별시의회 전반기 도시안전건설위원회 위원
- 2016.07 ~ 2018.06 제9대 서울특별시의회 후반기 도시안전건설위원회 위원

## 역대 선거 결과
| 선거명           | 직책명                           | 대수           | 정당     | 득표율 | 득표수   | 결과 | 당락                |
| ---------------- | -------------------------------- | -------------- | -------- | ------ | -------- | ---- | ------------------- |
| 10·26 재보궐선거 | 서울특별시의원(용산구 제2선거구) | 5대 (민선 2기) | 한나라당 | 54.0%  | 7,498표  | 1위  | 서울특별시의원 당선 |
| 제3회 지방 선거  | 서울특별시의원(용산구 제2선거구) | 6대 (민선 3기) | 한나라당 | 58.24% | 22,568표 | 1위  | 서울특별시의원 당선 |
| 제4회 지방 선거  | 서울특별시의원(용산구 제2선거구) | 7대 (민선 4기) | 한나라당 | 61.12% | 24,673표 | 1위  | 서울특별시의원 당선 |
| 제5회 지방 선거  | 서울특별시의원(용산구 제2선거구) | 8대 (민선 5기) | 한나라당 | 46.87% | 20,032표 | 1위  | 서울특별시의원 당선 |
| 제6회 지방 선거  | 서울특별시의원(용산구 제2선거구) | 9대 (민선 6기) | 새누리당 | 51.69% | 24,824표 | 1위  | 서울특별시의원 당선 |